# Wandsbecker Mercurius
Der Wandsbecker Mercurius erschien von 1745 bis 1770 in Wandsbeck, dem heutigen Hamburger Stadtteil Wandsbek.
Er war die erste deutsche Zeitung, die ausdrücklich für die breite Bevölkerung geschrieben wurde. Der erste Verleger des Mercurius, Dietrich Christian Milatz, versuchte mit lokalen Skandalnachrichten eine hohe Auflage zu erreichen. Die Rubrik „Aus Capadocien“ enthielt kaum verschlüsselte Lokalnachrichten, gegen die der Hamburger Senat wiederholt vorging, bis ihm 1770 ein Verbot der Zeitung gelang.
Heinrich Carl von Schimmelmann, zum Zeitpunkt des Verbots der Verleger des Mercurius, gründete daraufhin die Zeitschrift Der Wandsbecker Bothe. Dieser stand freilich wegen seines Vorgängerblatts unter Vorauszensur.